# Microserica septemflabellata
Microserica septemflabellata är en skalbaggsart som beskrevs av Moser 1916. Microserica septemflabellata ingår i släktet Microserica och familjen Melolonthidae. Inga underarter finns listade i Catalogue of Life.